# La Reducción (Mendoza)
La Reducción es una localidad y distrito ubicado en el departamento Rivadavia de la provincia de Mendoza, Argentina. 
La villa cabecera también es denominada Reducción de Abajo para diferenciarla del paraje Reducción de Arriba situado aguas arriba del río Tunuyán. 
Se ubica sobre la Ruta Provincial 62 en el cruce con la calle Ortiz, a 2 km de la margen derecha del río Tunuyán, y a 9 km al sudoeste de la ciudad de Rivadavia. Además del barrio Cooperativa Reducción tiene un asentamiento de mayor extensión en el barrio Almafuerte, 1 km al oeste del primero.
Es el paraje más antiguo del departamento, nacida a partir de la encomienda entrega a Pedro Cornejo Moyano, para que además de la tierra cuidara de los nativos. Los indios eran organizados en reducciones, y fue así como la estancia primero llamada Moyano o Rodeo Moyano devino en Estancia Reducción, y de allí el nombre del poblado. La villa creció sumando templo religioso, comercios y talleres, además de la agricultura que sostiene la mayor parte de la economía de la zona. En la zona se cultivan principalmente frutales y viñedos.
Cuenta con una subcomisaría, que atiende además a las localidades de La Libertad y Andrade.